# آنیتاپولیس
آنیتاپولیس (به پرتغالی: Anitápolis) یک منطقهٔ مسکونی در برزیل است که در سانتا کاتارینا واقع شده‌است. آنیتاپولیس ۳٬۲۲۸ نفر جمعیت دارد.